# キニョーロ・ディーゾラ
キニョーロ・ディーゾラ（伊: Chignolo d'Isola ( 音声ファイル)）は、イタリア共和国ロンバルディア州ベルガモ県にある、人口約3,400人の基礎自治体（コムーネ）。

## 地理

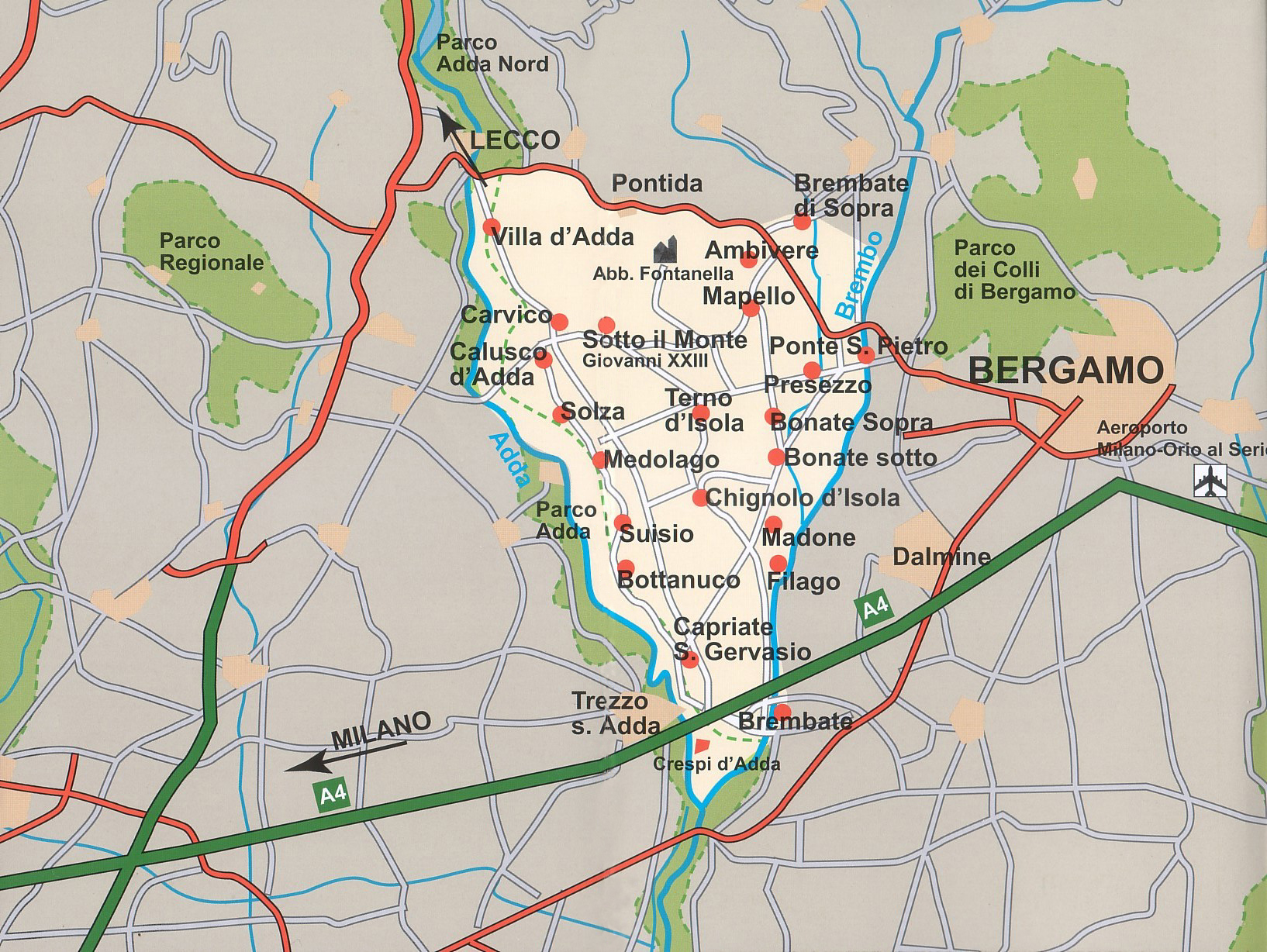
イーゾラ・ベルガマスカ地方

### 位置・広がり
ベルガモ県南西部、イーゾラ・ベルガマスカ地方のコムーネ。県都ベルガモから西南西へ12km、州都ミラノから北東へ35kmの距離にある。

#### 隣接コムーネ
隣接するコムーネは以下の通り。
| - ボナーテ・ソプラ - ボナーテ・ソット - ボッタヌーコ - マドーネ - メドラーゴ - スイージオ - テルノ・ディーゾラ |

### 地震分類

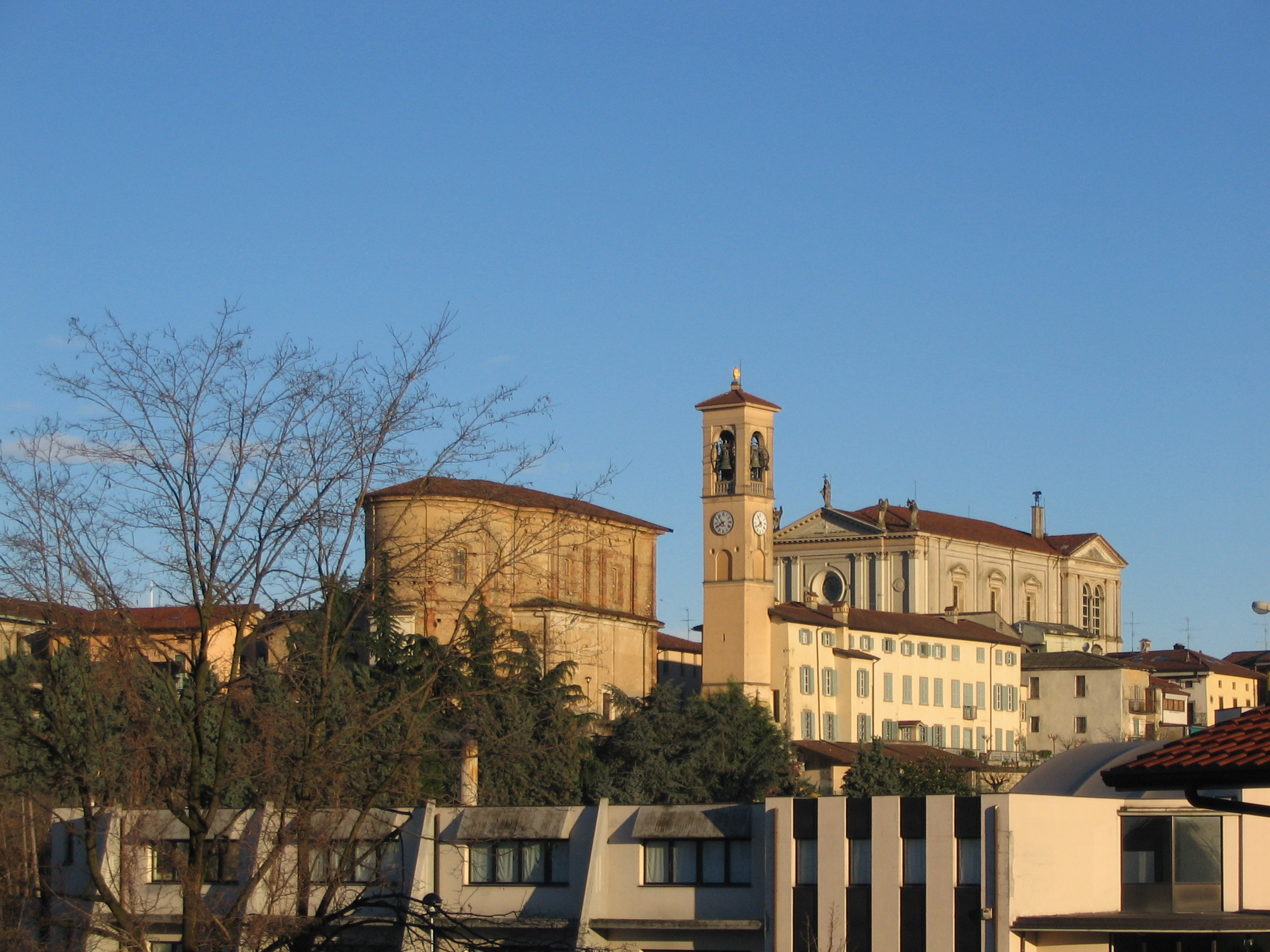

イタリアの地震リスク階級 (it) では、3 に分類される
。